# Адеагбо, Жорж
Жорж Адеагбо (Georges Adeagbo, 1942, Котону, Бенин) — бенинский художник.

## Биография
Жорж Адеагбо родился в 1942 в Котону, Бенин, Западная Африка, где сейчас живёт и работает. Старший из одиннадцати детей, он изучал право в Париже. Незадолго до окончания обучения, в 1971, возвратился в Котону в связи с внезапной кончиной отца. Не имея возможности вернуться во Францию, он начал создавать инсталляции в своем доме и дворе, которые нигде не выставлял на протяжении 23 лет.
Не знакомый с современным искусством, он не считал свои сложные композиции произведениями искусства и согласился с таким определением, данным другими его работе, позже. На протяжении 23 лет изоляции и нищеты, Адеагбо разработал свой, далекий от западного арт-мира, уникальный визуальный язык, сочетая истории с найденными объектами и написанными от руки текстами. В 1993, французский куратор, путешествовавший по Западной Африке, случайно увидел его работы и пригласил принять участие в выставке в Европе. Адеагбо впервые выставил свою инсталляцию публично в 1994 в Безансоне, Франция («La route de l’art sur la route de l’esclave — The Route of Art on the Route of Slavery.»).
Его работы впоследствии были включены в «Большой город» (Serpentine Gallery, Лондон, 1995), «Die Anderen Modernen» (Haus der Kulturen der Welt, Берлин, 1997), Вторую Йоханнесбургскую биеннале (1997) и Биеннале в Сан-Паулу в 1998.
Однодневная инсталляция «The Story of the Lion» в Арсенале получила приз 48-й Венецианской биеннале в 1999. В 2000 Адеагбо участвовал в выставке в «La Ville, le Jardin, la Mémoire» на Вилле Медичи в Риме, персональная выставка его работ прошла в Музее Тойота, Япония.
Адеагбо был признан одним из самых интересных художников Западной Африки после участия в Документе в 2002. В 2009
художник был приглашен принять участие в основном проекте 53-й Венецианской биеннале.

## Творчество
Работы Адеагбо сочетают множество различных традиций, от дизайна алтарей до «туристического искусства», от современной «западной» инсталляции до африканского рассказа. Каждый проект сочетает живопись, скульптуру, книги, написанные от руки тексты, фотографии, газетные статьи, объекты в работу, которая относится к судьбам отдельных людей и цивилизаций. Его инсталляции сделаны не только, чтобы быть увиденными, но также, чтобы зритель прошёл через них и прочитал. Они иллюстрируют мыслительный процесс, ментальные ассоциации, философские и политические исследования. В инсталляциях объекты лежат на полу или свисают со стен. Напоминая на первый взгляд витрину уличного торговца и блошиный рынок, его работа сопротивляется понятиям коммерциализации, объекты в инсталляции присутствуют по поэтическим или философским причинам.